# Небо в огне (альбом)
«Не́бо в огне́» — второй студийный альбом российской хеви-метал группы «Натиск», вышел на лейбле CD-Maximum 12 мая 2004 году.

## Об альбоме
Классический хард-н-хеви с текстами композиций на русском языке.

## Список композиций
| №   | Название             | Текст песни | Музыка                  | Длительность |
| --- | -------------------- | ----------- | ----------------------- | ------------ |
| 1.  | «В полнеба»          | В. Нечаев   | В. Нечаев               | 4:09         |
| 2.  | «Всё решили за тебя» | В. Нечаев   | А. Быковский            | 4:12         |
| 3.  | «Расплата»           | В. Нечаев   | А. Быковский, Е. Беляев | 4:07         |
| 4.  | «Шторм»              | В. Нечаев   | В. Нечаев               | 4:34         |
| 5.  | «Небо в огне»        | В. Нечаев   | В. Нечаев               | 4:51         |
| 6.  | «Скрещены клинки»    | А. Денисов  | В. Нечаев, Е. Беляев    | 4:55         |
| 7.  | «Глоток свободы»     | В. Нечаев   | В. Нечаев               | 3:34         |
| 8.  | «Кроме тебя»         | А. Денисов  | А. Денисов              | 6:40         |
| 9.  | «Серый дождь»        | В. Нечаев   | В. Нечаев               | 4:06         |
| 10. | «Город теней»        | Е. Беляев   | Е. Беляев               | 4:30         |

## Участники записи
- Андрей Денисов - вокал, клавишные, флейта
- Евгений Беляев - гитара
- Владимир Нечаев - гитара
- Андрей Быковский - бас-гитара
- Сергей Засецкий - ударные